# Detektyw w sutannie
Detektyw w sutannie (ang. Father Dowling Mysteries, 1987–1991) – amerykański serial kryminalno-komediowy z 1987.
Produkcja opowiada o księdzu Franku Dowlingu i zakonnicy Steve, którzy zajmują się zagadkami i kryminalnymi sprawami. Serial bazuje na postaciach stworzonych przez Ralpha McInerny’ego, autora serii powieści kryminalnych o księdzu detektywie. Jednak serial nie jest adaptacją żadnej powieści tego autora.
Serial kręcono w dwóch kościołach w USA. Pierwszym jest kościół w Denver przy Humboldt Str (pierwsza seria), drugim kościół w Los Angeles przy 2210 Sichel Street (trzecia seria), Los Angeles, CA 90031.
W Polsce serial emitowały m.in.:  TVP1 (na początku lat 90. w sobotnie popołudnia), TVP2, TV Puls, AXN Crime, AXN, CBS Drama, Antena TV.

## Obsada
- Tom Bosley jako ksiądz Frank Dowling/Blaine Dowling, brat bliźniak (42 odcinki)[1]
- Tracy Nelson jako siostra Stephanie Oskowski (42)
- James Stephens jako ksiądz Filip Prestwick (37)
- Mary Wickes jako Marie Murkin (42)
- Regina Krueger jako sierżant Clancy (28)

W epizodach wystąpili m.in.: Andreas Katsulas (2 odcinki), Diane Ladd (1), Fionnula Flanagan (1), Yaphet Kotto (1), Anthony LaPaglia (1), David Hemmings (1), Dan O’Herlihy (1), Ethan Phillips (1) i Colm Meaney (1).

## Spis odcinków
| N/o            | Polski tytuł                      | Angielski tytuł                        |
| SERIA PIERWSZA | SERIA PIERWSZA                    | SERIA PIERWSZA                         |
| -------------- | --------------------------------- | -------------------------------------- |
| 01             | Zaginiony nieboszczyk, cz. 1      | The Missing Body Mystery, p. 1         |
| 02             | Zaginiony nieboszczyk, cz. 2      | The Missing Body Mystery, p. 2         |
| 03             | Jak nazwać dziewczynę na telefon? | What do You Call a Call Girl Mystery?  |
| 04             | Stara miłość nie rdzewieje        | The Man Who Came to Dinner Mystery     |
| 05             | Sługa Boga czy mafii, cz. 1       | The Mafia Priest Mystery, p. 1         |
| 06             | Sługa Boga czy mafii, cz. 2       | The Mafia Priest Mystery, p. 2         |
| 07             | Dwaj bracia                       | The Face in the Mirror Mystery         |
| 08             | Ładne dziecko                     | The Pretty Baby Mystery                |
| SERIA DRUGA    |                                   |                                        |
| 09             | Ksiądz z daleka                   | The Visiting Priest Mystery            |
| 10             | Tancerka Egzotyczna               | The Exotic Dancer Mystery              |
| 11             | Azyl                              | The Sanctuary Mystery                  |
| 12             | Mściciel                          | The Stone Killer Mystery               |
| 13             | Oszukana                          | The Woman Scorned Mystery              |
| 14             | Nawiedzony Dom                    | The Ghost of a Chance Mystery          |
| 15             | Ślepiec                           | The Blind Man's Bluff Mystery          |
| 16             | Upadły anioł                      | The Falling Angel Mystery              |
| 17             | Idealna para                      | The Perfect Couple Mystery             |
| 18             | Kwestia Zaufania                  | The Confidence Mystery                 |
| 19             | Od przybytku głowa boli           | The Solid Gold Headache Mystery        |
| 20             | Spadek                            | The Legacy Mystery                     |
| 21             | W płomieniach geniuszu            | The Passionate Painter Mystery         |
| SERIA TRZECIA  |                                   |                                        |
| 22             | Księżniczka                       | The Royal Mystery                      |
| 23             | Szlachetne zdrowie                | The Medical Mystery                    |
| 24             | Cyrograf                          | The Devil in the Deep Blue Sea Mystery |
| 25             | Bingo                             | The Showgirl Mystery                   |
| 26             | Życiowa rola                      | The Movie Mystery                      |
| 27             | Akcja zakonnica                   | The Undercover Nun Mystery             |
| 28             | Zagadka kryminalna                | The Murder Weekend Mystery             |
| 29             | Cień wątpliwości                  | The Reasonable Doubt Mystery           |
| 30             | Znikająca ofiara                  | The Vanishing Victim Mystery           |
| 31             | Radość Bożego Narodzenia          | The Christmas Mystery                  |
| 32             | Mój zły brat bliźniak             | The Fugitive Priest Mystery            |
| 33             | Siostra dublerka                  | The Substitute Sister Mystery          |
| 34             | Naoczny świadek                   | The Missing Witness Mystery            |
| 35             | Syn marnotrawny                   | The Prodigal Son Mystery               |
| 36             | Ruchomy cel                       | The Moving Target Mystery              |
| 37             | Polowanie na księży               | The Priest Killer Mystery              |
| 38             | Klątwa mumii                      | The Mummy's Curse Mystery              |
| 39             | Małpi rozum                       | The Monkey Business Mystery            |
| 40             | Zagwozdka                         | The Hard Boiled Mystery                |
| 41             | Morderstwo w Malibu               | The Malibu Mystery                     |
| 42             | Między nami detektywami           | The Consulting Detective Mystery       |
| 43             | Kto tak pięknie gra               | The Joyful Noise Mystery               |